# スヴェトラーナ (小惑星)

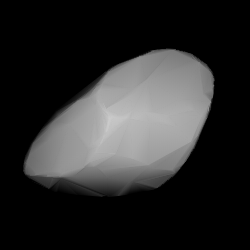
スヴェトラーナの3Dモデル

スヴェトラーナ (882 Swetlana) は、小惑星帯の小惑星。グリゴリー・ネウイミンが1917年8月15日にクリミア半島のシメイズで発見した。なお、マックス・ヴォルフも同年8月18日にハイデルベルクで独立して発見している。
名前の由来は不明。